# 3347 Константін
3347 Константін (3347 Konstantin) — астероїд головного поясу, відкритий 2 листопада 1975 року.
Тіссеранів параметр щодо Юпітера — 3,201.